# Municipio de Benona
El municipio de Benona (en inglés: Benona Township) es un municipio ubicado en el condado de Oceana en el estado estadounidense de Míchigan. En el año 2010 tenía una población de 1437 habitantes y una densidad poblacional de 13,46 personas por km².

## Geografía
El municipio de Benona se encuentra ubicado en las coordenadas 43°36′14″N 86°28′2″O / 43.60389, -86.46722. Según la Oficina del Censo de los Estados Unidos, el municipio tiene una superficie total de 106.76 km², de la cual 104,58 km² corresponden a tierra firme y (2,05 %) 2,19 km² es agua.

## Demografía
Según el censo de 2010, había 1437 personas residiendo en el municipio de Benona. La densidad de población era de 13,46 hab./km². De los 1437 habitantes, el municipio de Benona estaba compuesto por el 95,34 % blancos, el 0,07 % eran afroamericanos, el 0,42 % eran amerindios, el 0,63 % eran asiáticos, el 2,23 % eran de otras razas y el 1,32 % eran de una mezcla de razas. Del total de la población el 7,24 % eran hispanos o latinos de cualquier raza.